# L'attacco delle tarantole
L'attacco delle tarantole (Kingdom of the Spiders) è un romanzo scritto da Bernhardt J. Hurwood nel 1977, appartenente al filone della fantascienza apocalittica. È la trasposizione letteraria del film Kingdom of the Spiders di John 'Bud' Cardos del 1977 con protagonista l'attore William Shatner.

## Trama
(L'attacco delle tarantole)
In una piccola cittadina dell'Arizona, Campo Verde, un vitello nella fattoria di Walter Colby si ammala e muore improvvisamente. Il giovane veterinario, Terry Hansen, indagando sulle cause del decesso scopre una nuova specie di ragni, letali e straordinariamente aggressivi. Nella cittadina viene inviata Diana Ashley, giovane entomologa che presto scopre la terribile minaccia che incombe; Campo Verde è posizionata nel bel mezzo del percorso di un'immane migrazione di ragni. Uno sconvolgimento ambientale ne ha mutato le abitudini e i comportamenti; gli aracnidi diventati collaborativi e capaci di azioni coordinate ben presto stermineranno la popolazione locale.

## Personaggi
Robert Rack HansenVeterinario del Ministero dell'agricoltura statunitense.
Terry HansenVedova del fratello di Rack (John), deceduto alcuni anni prima.
Linda HansenLa piccola figlia di Terry.
Diana AshleyEntomologa dell'Università Statale dell'Arizona, inviata a Campo Verde per indagare sugli avvenimenti.
Emma WashburnLa proprietaria del Washburn's Lodge, il Motel del luogo.
Walter ColbyAllevatore e agricoltore.
Birch ColbyLa moglie di Walter.
Gene SmithLo sceriffo di Campo Verde.
Il Sindaco ConnorsPreoccupato che l'infestazione dei ragni possa danneggiare l'imminente Fiera della Contea.
Earl ForbesMeccanico e gestore della locale stazione di servizio.
Il BaronePilota di un piccolo aereo utilizzato per le disinfestazioni.

## Edizioni
- Bernhardt J. Hurwood, L'attacco delle tarantole, Collana Urania n.792, Mondadori, 1979,  p. 128.